# 1. Bochumer Bildhauersymposium
Das 1. Bochumer Bildhauersymposium war ein Bildhauersymposium, das 1979/80 in Bochum ausgerichtet wurde und sich der Metall-Bildhauerei widmete.

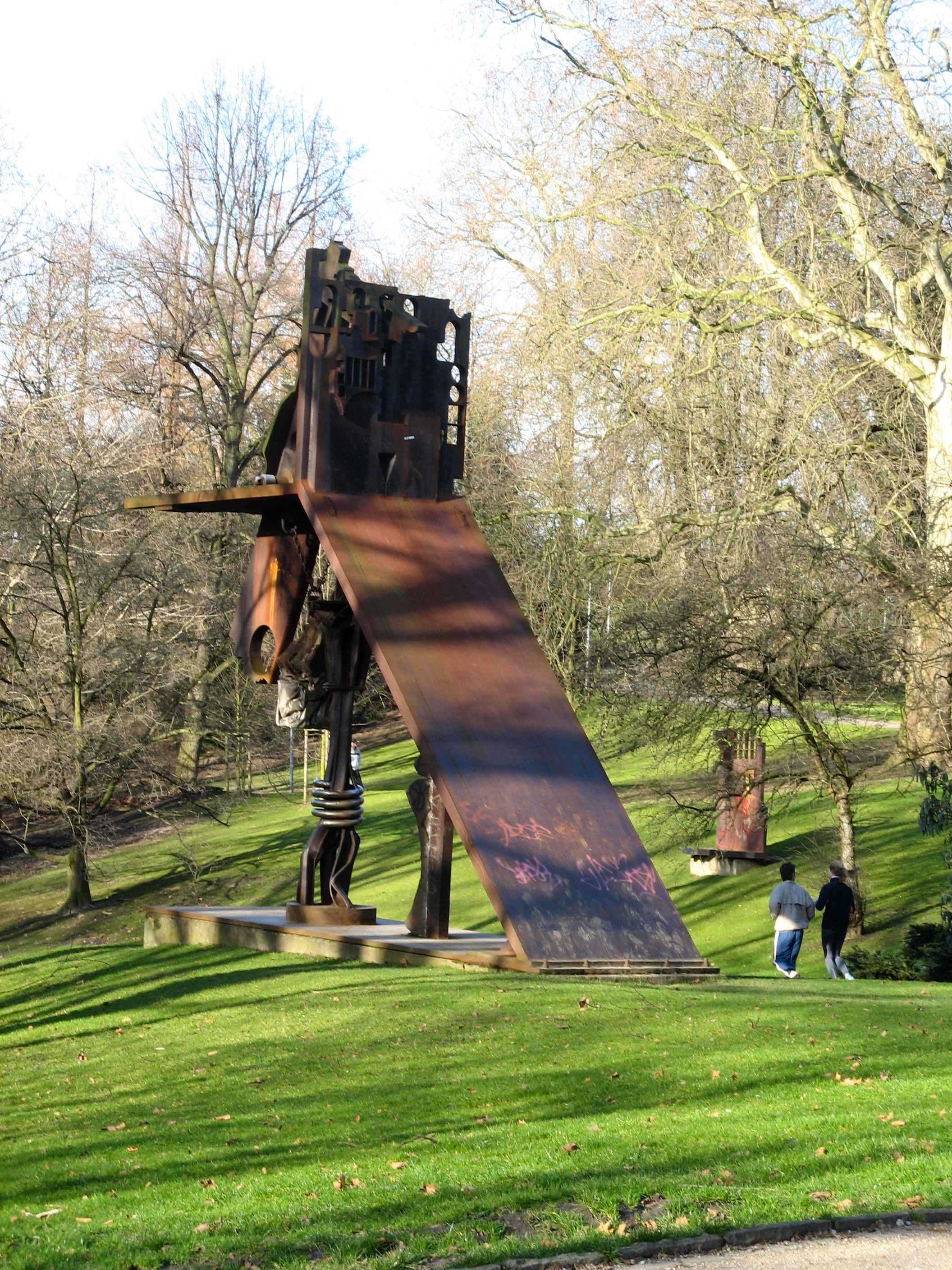
Skulptur Iron Report von Aleš Veselý

## Ziele und Rezeption
Das Symposium, von der Stadt Bochum ausgerichtet und vom Museum Bochum kunstfachlich begleitet, war von Museumsdirektor  Peter Spielmann angeregt worden, nachdem der Ankauf der Skulptur Terminal von Richard Serra durch die Stadt zu heftigen Reaktionen in der Bevölkerung geführt hatte. Ziel des Symposiums, das unter dem Motto Stadt und Bildhauerei stand, war es ebenso, dem Lebensraum Industriestadt durch Kunstakzente ein Stück Urbanität hinzuzugewinnen, wie bei der Bevölkerung Verständnis für moderne Kunst zu wecken.
Eine Fachjury hatte neun internationale Künstler zu dem Symposium nach Bochum eingeladen. Einzige Auflage für die Künstler war, dass das Material Metall für ihre Arbeiten vorgegeben war. Die Künstler durften den Aufstellungsort ihrer Skulptur im öffentlichen Stadtraum frei wählen. Jedem Künstler wurde zudem ein Patenbetrieb
vermittelt, der ihm Arbeitsplatz, technische Unterstützung und Material kostenlos zur Verfügung stellte – gewissermaßen eine moderne Form des Mäzenatentums.
Zum Projekt gehörte die Zusammenarbeit und der enge Kontakt zwischen Künstler und Metallarbeitern ebenso wie die Präsentation des Kunstwerks vor Ort vor einem größeren Publikum. Insgesamt waren zwanzig Bochumer Firmen bei Herstellung und Aufstellung der Skulpturen involviert bzw. unterstützten das Projekt durch Spenden.
Die im Symposium entstandenen Kunstwerke wurden in der Bochumer Öffentlichkeit „sehr kontrovers diskutiert“.
Ingo Bartsch konstatiert hierzu: „Die Kluft zwischen der populären Auffassung von Kunst und deren experimentellen Erscheinungsweisen ist zu jeder Zeit tief.“ Gleichwohl wurden die Kunstwerke schließlich von der Stadt Bochum angekauft.
Die Arbeiten von Morellet, Szankowski und Trantenroth wurden im Zuge von Baumaßnahmen später eingelagert, die übrigen sechs während des Symposiums entstandenen Arbeiten stehen noch heute an ihrem ursprünglichen Standort.

## Beteiligte Künstler
|  | Abraham David Christian |  | Cornelius Kolig   |  | Ivan Kozaric      |
|  | François Morellet       |  | Roman Signer      |  | Giuseppe Spagnulo |
|  | Maciej Szankowski       |  | A. D. Trantenroth |  | Aleš Veselý       |

## Jury
Die Jury des 1. Bochumer Bildhauersymposiums, die die einzuladenden Künstler auswählte, bestand aus:
- Peter Baum, Leiter der Neuen Galerie der Stadt Linz (Österreich)
- Karl Prantl, Bildhauer, Pöttsching (Österreich)
- Ryszard Stanislawski (1921–2000), Museumsdirektor Łódź (Polen)
- Boris Kelemen, Museumsdirektor Zagreb (Kroatien)
- Schang Hutter, Bildhauer, Küttigkofen (Schweiz)
- Peter Spielmann, von 1972 bis 1997 Direktor des Kunstmuseums Bochum. Als gebürtiger Tschechoslowake und Kenner der osteuropäischen Kunstszene ermöglichte er durch seine Kontakte einen in der damaligen Bundesrepublik einzigartigen Blick auf die aktuelle Kunstszene der sogenannten „Ostblockstaaten“.[3]

Als Vorbilder für das Symposium dienten die Symposien Europäischer Bildhauer in St. Margarethen (seit 1959), das forum metall in Linz (1977) sowie die tschechoslowakischen Symposien in Ostrau (1967, 1969) und Reichenberg (1969).